# Přeštice
Přeštice (en allemand : Přestitz, de 1939 à 1945 : Pschestitz) est une commune du district de Plzeň-Sud, dans la région de Plzeň, en République tchèque. Sa population s'élevait à 6 804 habitants en 2024.

## Géographie
Přeštice est arrosée par la rivière Úhlava et se trouve à 10 km au sud-sud-est de Dobřany, à 19 km au sud de Plzeň et à 98 km au sud-ouest de Prague.

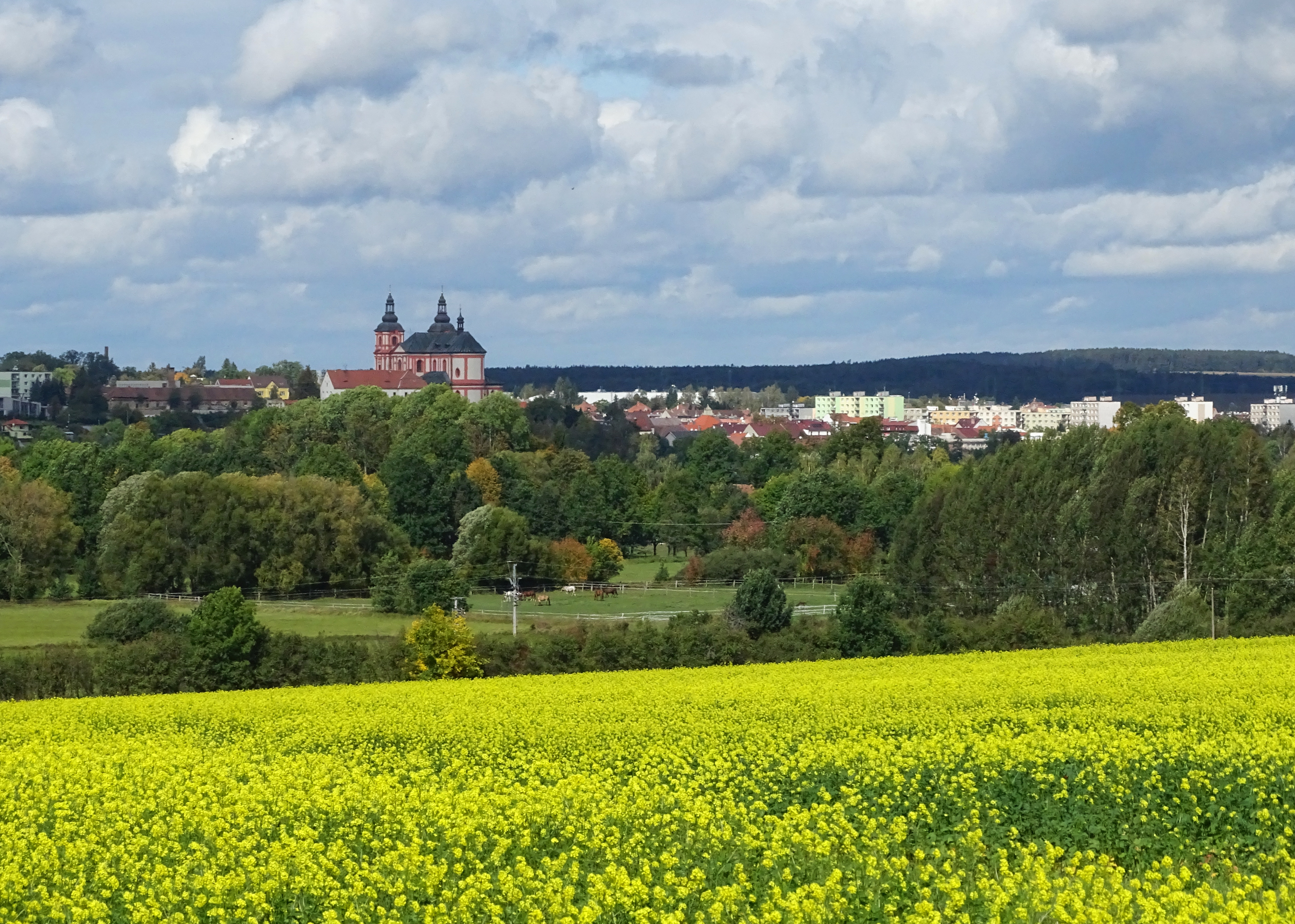
Přeštice : vue générale.

La commune est limitée par Dnešice, Horní Lukavice et Dolní Lukavice au nord, par Řenče à l'est, par Příchovice et Lužany au sud, et par Soběkury et Oplot à l'ouest.

## Histoire
La première mention écrite de la localité date de 1226.

## Administration
La commune se compose de quatre sections :
- Přeštice
- Skočice
- Zastávka
- Žerovice

## Galerie

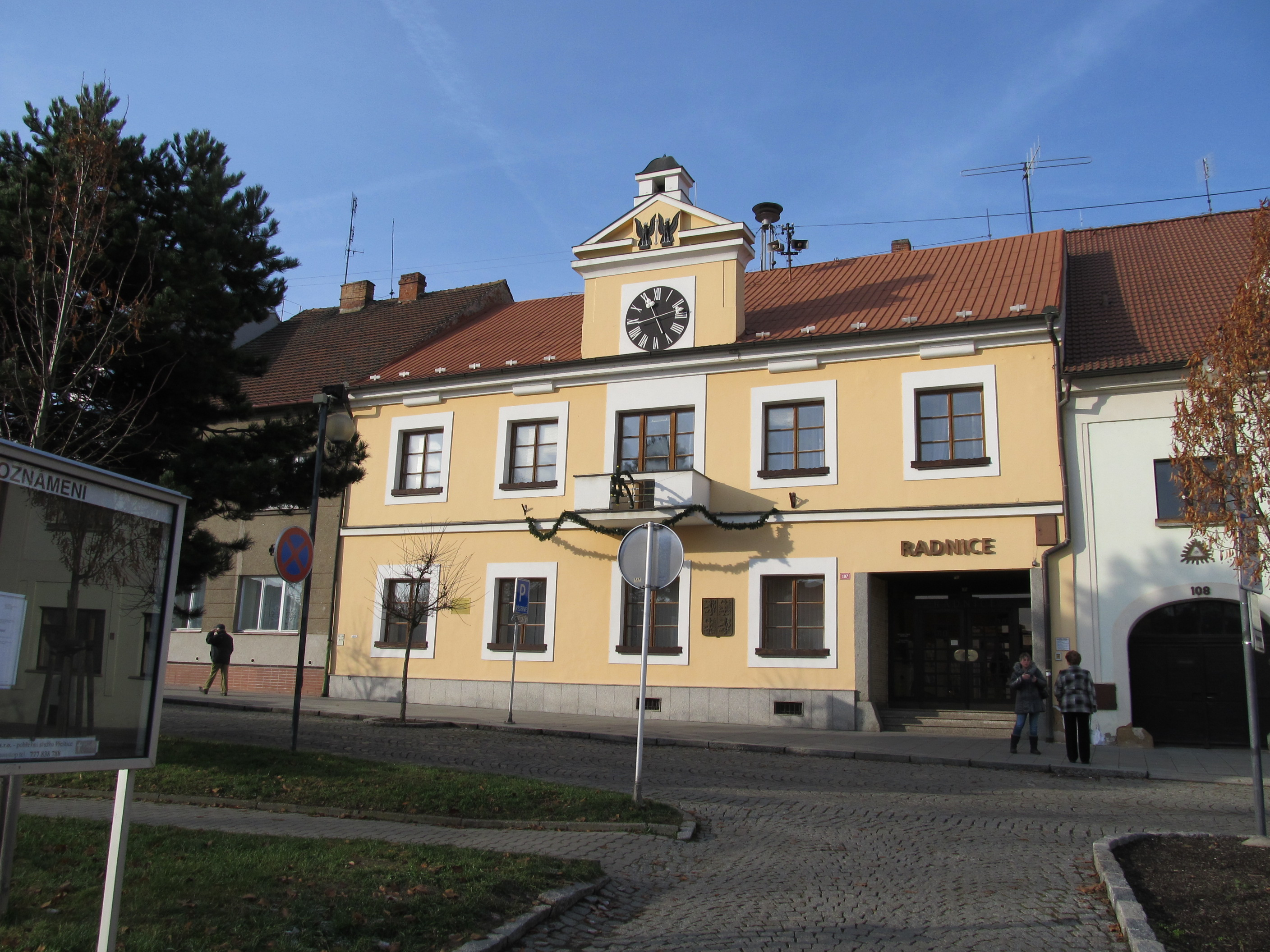
Hôtel de ville.
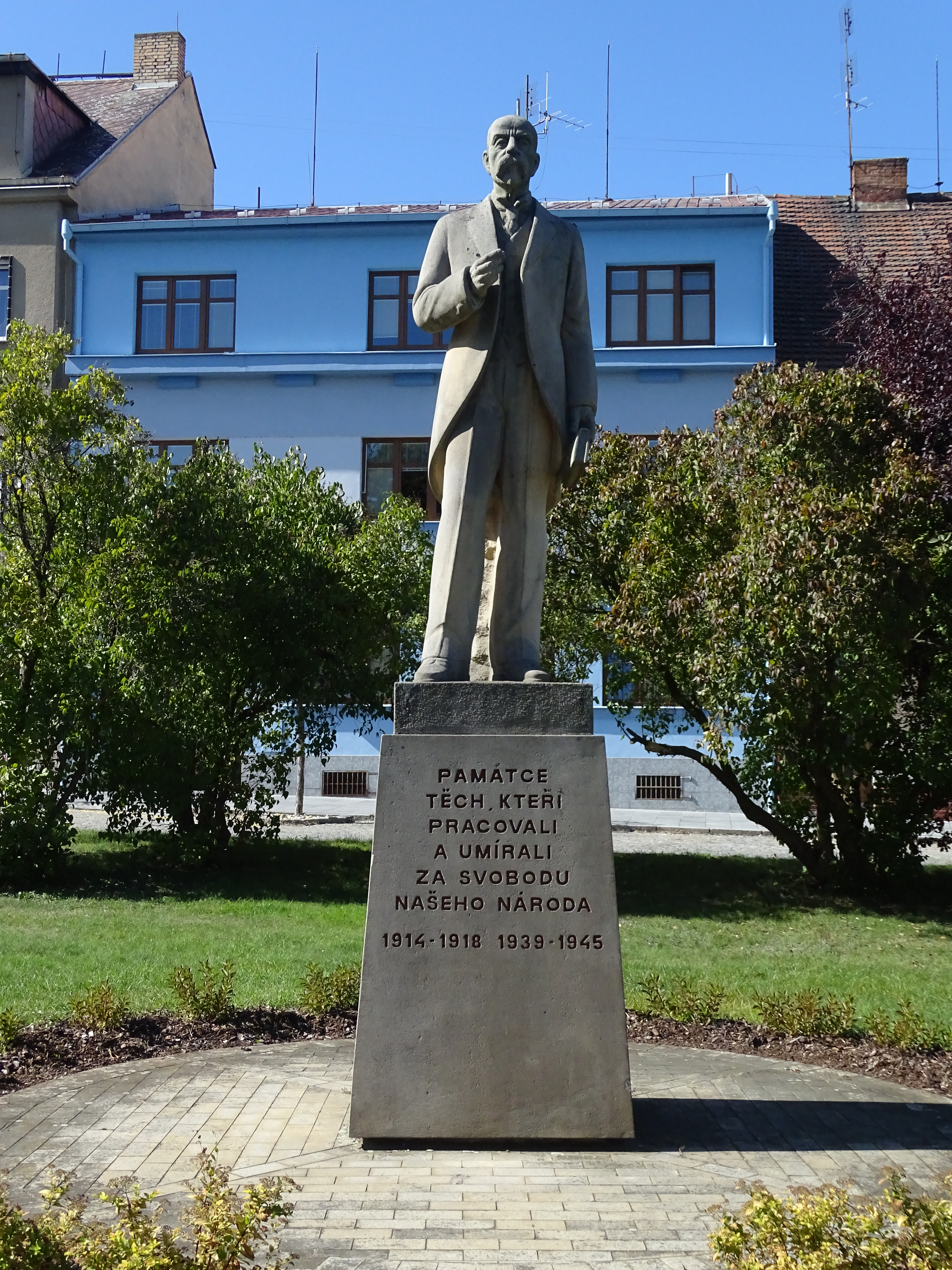
Statue de T. G. Masaryk.
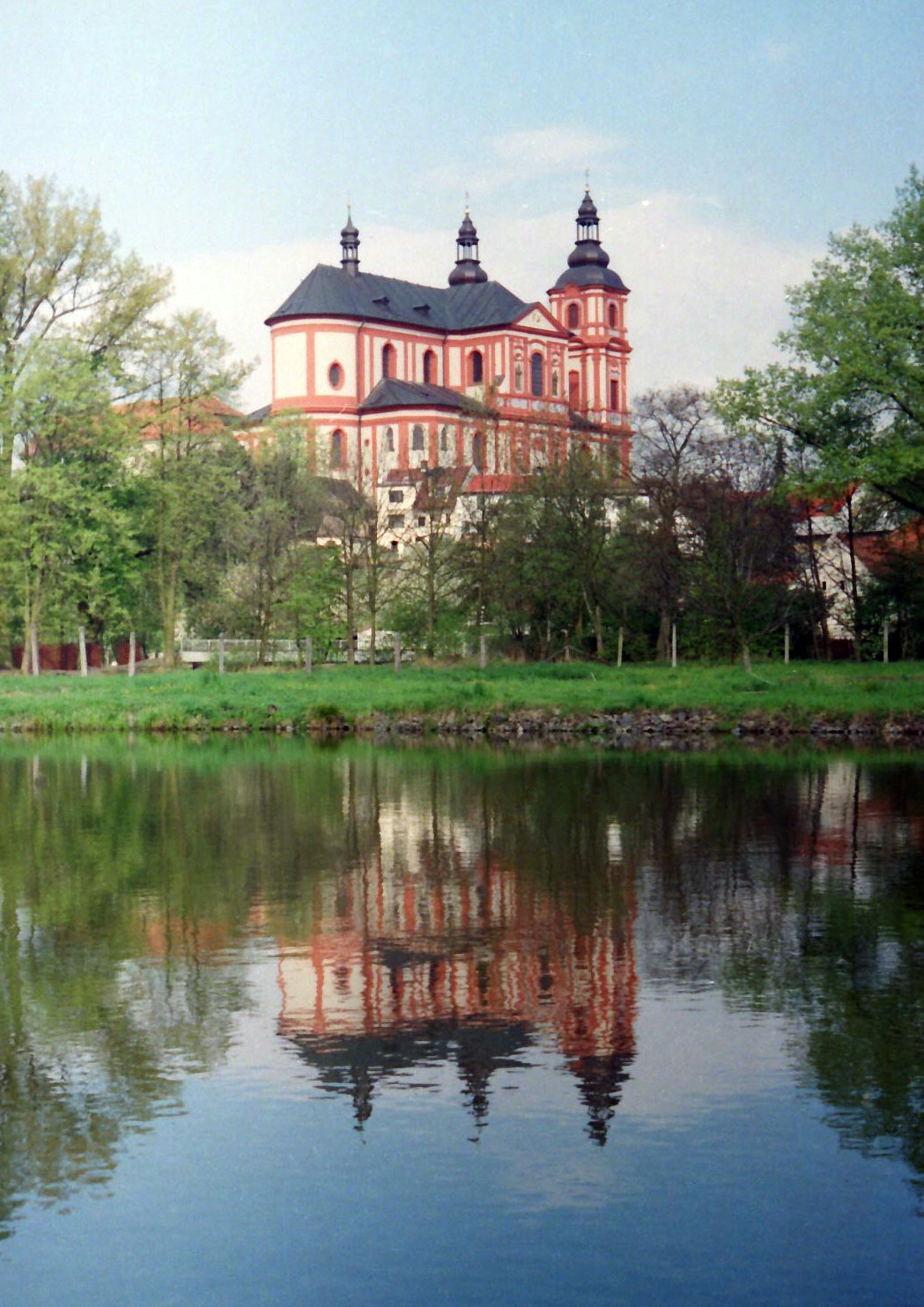
Église de l'Assomption

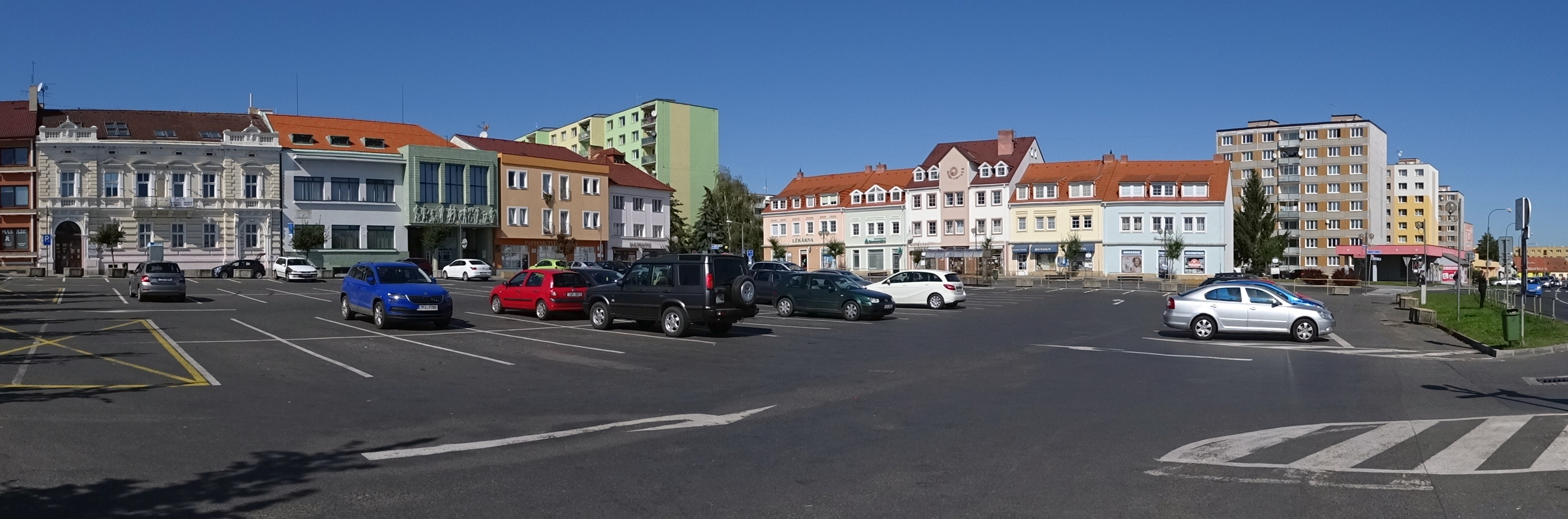
Place Masaryk.

## Transports
Par la route, Přeštice se trouve à 21 km de Klatovy, à 22 km de Plzeň et à 110 km de Prague.

## Personnalité
- Jakub Jan Ryba (1765-1815), compositeur

## Jumelage
- Nittenau (Allemagne)